# Ballet Nuevo Mundo de Caracas

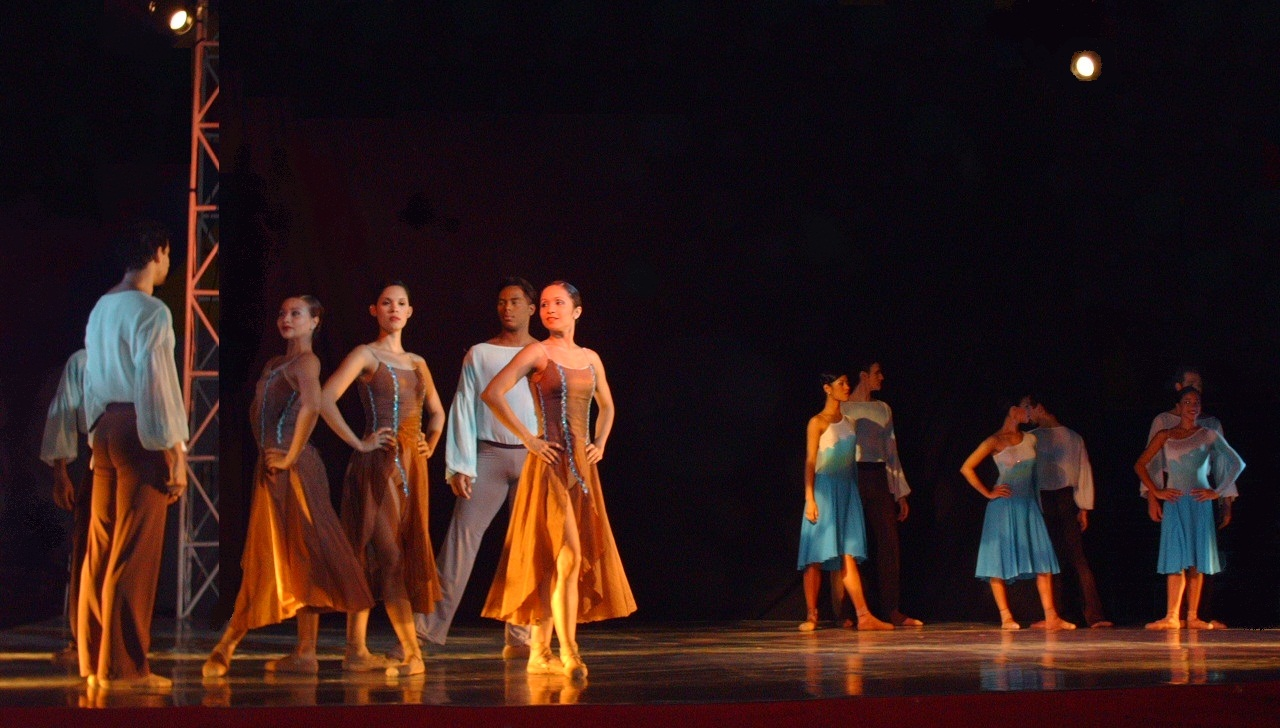
"Oro, mar y sangre", coreografía de Brixio Bell.

El Ballet Nuevo Mundo de Caracas fue una compañía de ballet con sede en Caracas, Venezuela, fundada por la bailarina venezolana Zhandra Rodríguez y el bailarín estadounidense Dale Talley en 1981.

## Historia

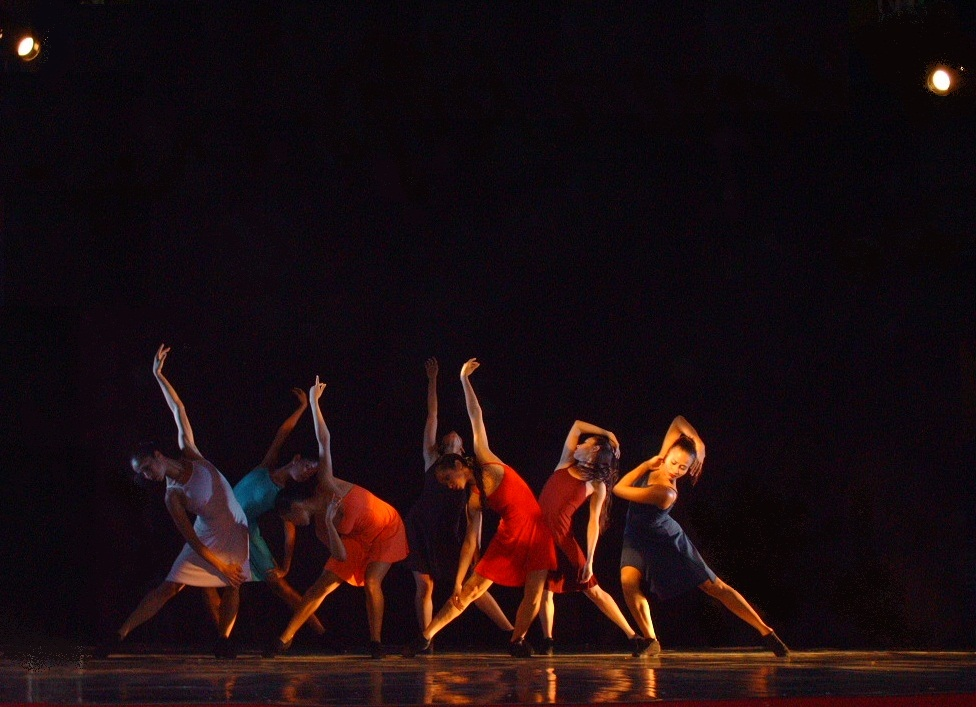
"Secretos de un amor oscuro", coreografía de María Rovira

A partir de 1980 comienzan los desencuentros entre Zhandra Rodríguez y Vicente Nebreda, ambos fundadores del Ballet Internacional de Caracas. Los conflictos se agudizan hacia finales de 1980, desencadenando la separación entre los dos artistas, peleas judiciales y, finalmente, la disolución de la compañía.
Nebreda decide regresar a Nueva York y Zhandra se queda en Venezuela para reconstruir la compañía, que llama Ballet Nuevo Mundo de Caracas.
La primera presentación oficial de la compañía tuvo lugar en julio de 1981. Debido a la crisis reciente por la que había atravesado el elenco, en esta primera función no estuvieron al nivel que tenían acostumbrado al público venezolano.
A lo largo de ese año la compañía fue recuperando su nivel y ya en 1982 se mostraba un elenco compacto. Para ese año el Ballet Nuevo Mundo abordó su primera presentación internacional. Emprendieron una larga gira por Taiwán, Singapur, Filipinas e Italia.
Al año siguiente realizaron otra gira por los países socialistas y Argentina. Luego por los Estados Unidos, abarcando 35 ciudades y culminando en Nueva York.
A partir de 1998, con la presidencia de Hugo Chávez, la compañía se replantea su misión y visión y decide quedarse en el país para realizar espectáculos públicos para la población de menores recursos, alejándose de los teatros nacionales y de la internacionalización. El Ballet Nuevo Mundo de Caracas llegó a las Escuelas Bolivarianas con el Programa Integral de Danza. Este programa se movilizó por 208 municipios de 19 estados del país, realizando presentaciones de baile para motivar a los niños, y luego formando a los docentes en estilos dancísticos como el ballet, la danza y el flamenco. P
En 2007 el Concejo del Municipio Bolivariano Libertador le otorga al Ballet Nuevo Mundo de Caracas el Premio Municipal de Danza, Mención Grupo, por "su intensa labor social de difusión de la danza y por su nivel artístico en el país".
A finales de 2014 comenzaron a tener problemas económicos porque la asignación que les daba es estado venezolano tardaba o nunca llegaba. Finalmente dejaron de funcionar a mediados de 2015.

## Repertorio

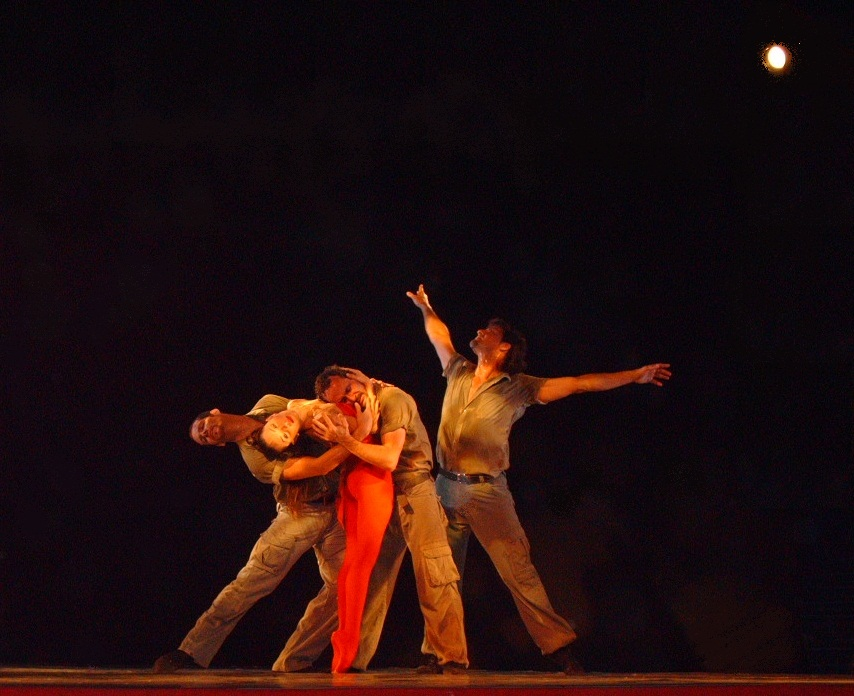
"Hasta la victoria siempre", coreografía de Zhandra Rodríguez.

Al principio de su fundación, el repertorio del Ballet Nuevo Mundo abarcaba tanto ballets de estilos clásicos y neoclásicos hasta contemporáneos. Eso fue cambiando con los años hasta que la compañía de dedicó casi exclusivamente al estilo contemporáneo.
Desde 2004 hasta su cierre en 2015, la compañía mantuvo prácticamente el mismo repertorio, con pocas variantes.